# Jaguar XK
De Jaguar XK (XK8 en XKR) is een sportauto van het Britse automerk Jaguar. Deze auto is de opvolger van de XJS.

## XK8/XKR X100 (1996-2006)

### Kenmerken
De eerste generatie van de auto werd op 5 maart 1996 op het Autosalon van Genève onthuld. De XK was de langverwachte opvolger van de XJS die al 22 jaar oud was. De introductie van de XK was ook de marktintroductie van Jaguar's nieuwe AJ-V8 motor. De XK was verkrijgbaar als coupé en cabriolet en altijd voorzien van een 4 liter V8 gekoppeld aan een 5-traps automaat. Wel was er de keuze uit twee vermogens varianten, 294 pk of 363 pk. Deze laatste van de twee wordt aangedreven door een supercharger. De variant zonder supercharger werd XK8 genoemd, de variant met supercharger kreeg de naam XKR mee.
De laatste X100 die geproduceerd werd liep op 27 mei 2005 van de band, dit was ook de laatste auto die in Jaguar's Brownslane fabriek geproduceerd werd. Het totaal aantal geproduceerde XK's van deze generatie kwam daarmee op 91.406. Twee derde van de XK's was een cabriolet, deze vorm was voornamelijk in de Verenigde Staten erg populair.

### Facelifts
- 2001: In 2001 kreeg de XK een facelift waarbij de bumpers het meest opvallend zijn. De mistlichten werden groter uitgevoerd zaten niet langer verzonken in de voorbumper. Daarnaast werden de achterlicht units vervangen door exemplaren met een gewijzigde indeling, helder glas en altijd voorzien van een chromen sierstrip. In het interieur werden de stoelen voorzien van een rugleuning met een aparte hoofdsteun, voorheen was dit een geheel.
- 2002: In september 2002 kwam er een tweede facelift. Deze beperkte zich in het uiterlijk tot nieuwe koplamp units voor de XKR, deze hadden voortaan een zwart binnenwerk in plaats van chroom. Op technisch vlak waren er meer wijzigingen. De 4.0 liter V8 werd opgeboord naar 4.2 liter en leverde derhalve 300 pk (XK8) of 396 pk (XKR). De 4 liter variant bleek problemen te hebben met de deels plastic distributiekettingspanners, dit euvel werd bij de 4.2 liter verholpen door RVS exemplaren te monteren. De automatische 5 versnellingsbak van ZF werd vervangen door een exemplaar met 6 versnellingen.
- 2004: Voor de laatste 2 productie jaren werd de XK opnieuw gefacelift. Deze facelift beperkte zich tot een nieuwe voorbumper met enkele luchtgaten onder de kentekenplaathouder en een fijnmazige grille zonder inzetstukken.

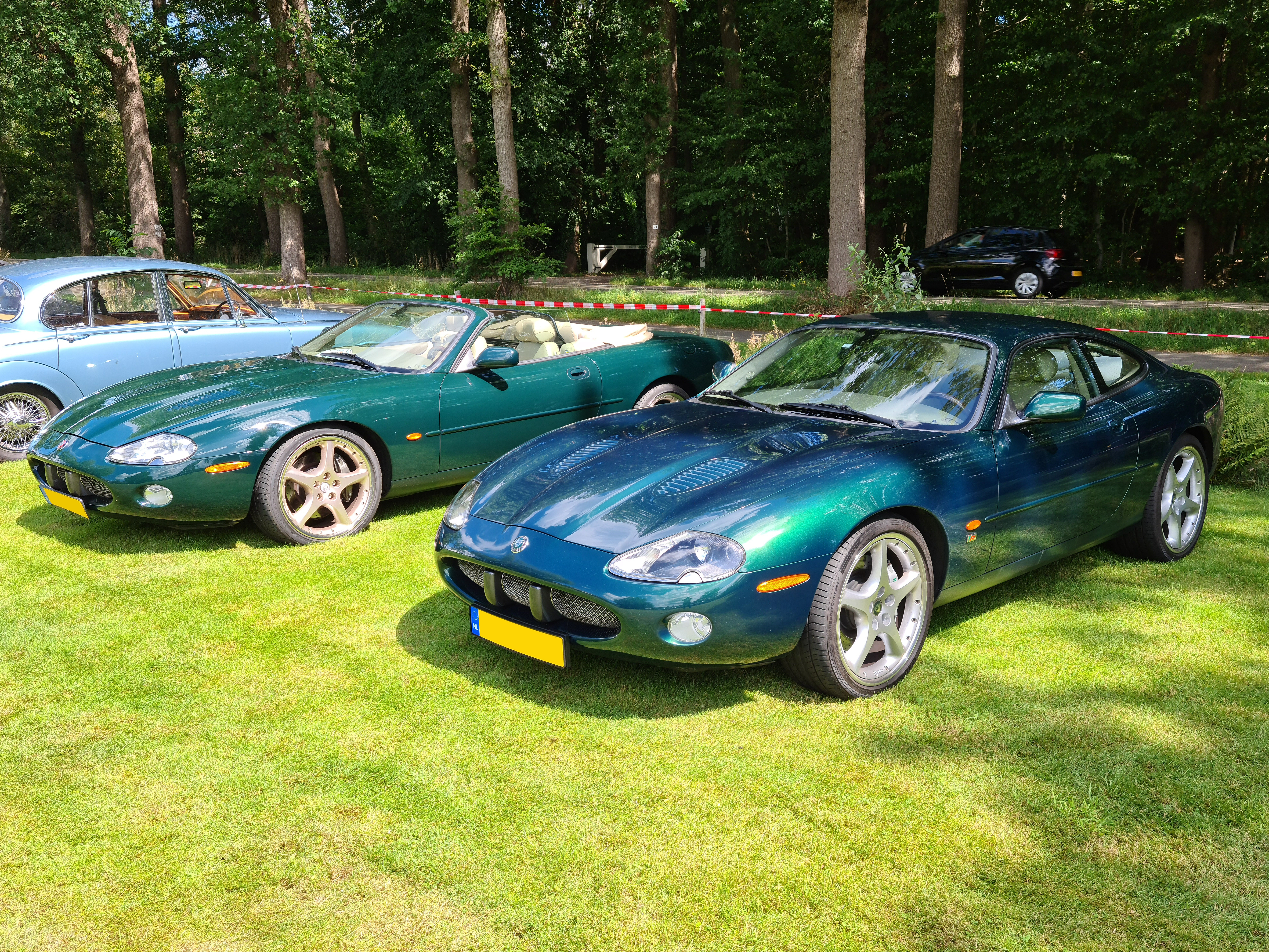
Een 2003 Jaguar XKR coupé en een 2001 Jaguar XKR cabriolet tijdens een Jaguar evenement.

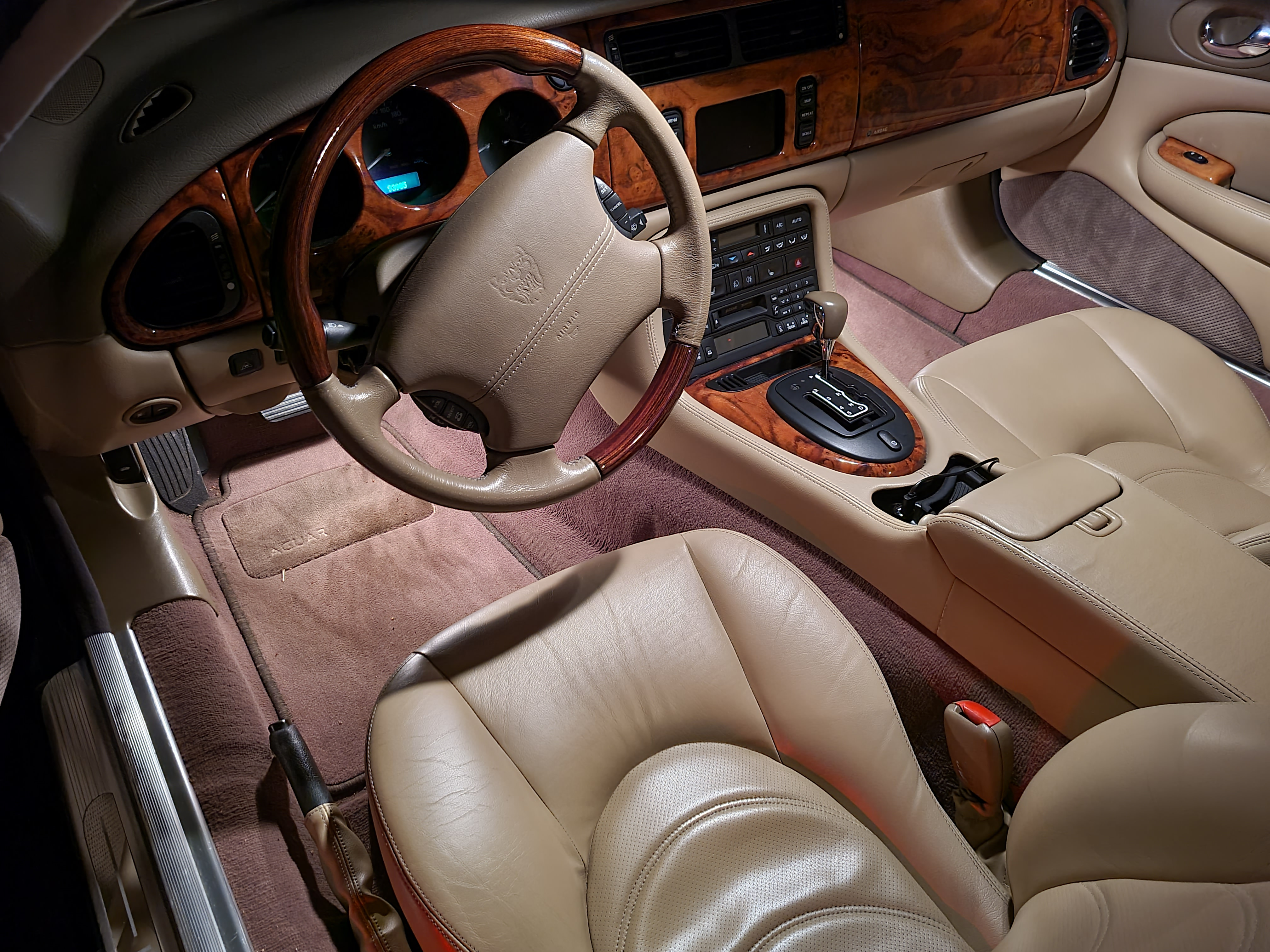
Het interieur van een XKR X100.

### Gelimiteerde varianten
- XKR Silverstone: Hiervan werden in totaal slechts 563 exemplaren van gemaakt, dit om de terugkeer van Jaguar naar de Formule 1 in 2001 te vieren.
- XKR 100: Met deze variant werd in 2002 de honderdste verjaardag van Sir William Lyons (oprichter Jaguar Cars) gevierd. De XKR 100 kenmerkt zich met speciale wielen en kleurstelling. In totaal werden 500 exemplaren gemaakt van deze variant.
- XKR 4.2-S: De 4.2-S was in feite een XKR met alle fabrieksopties van de laatste lichting.

## XK X150 (2006-2014)

### Kenmerken
De tweede generatie werd in september 2005 onthuld op de IAA in Frankfurt. De wagen is ontworpen door Ian Callum, die onder meer ook de Aston Martin DB7 en Vanquish ontwierp.
In 2009 onderging de wagen een facelift waarbij de voor- en achterbumpers en lichten een aanpassing kregen. De motor werd versterkt van een 4.2 liter V8 naar een 5.0 liter V8.

### Varianten

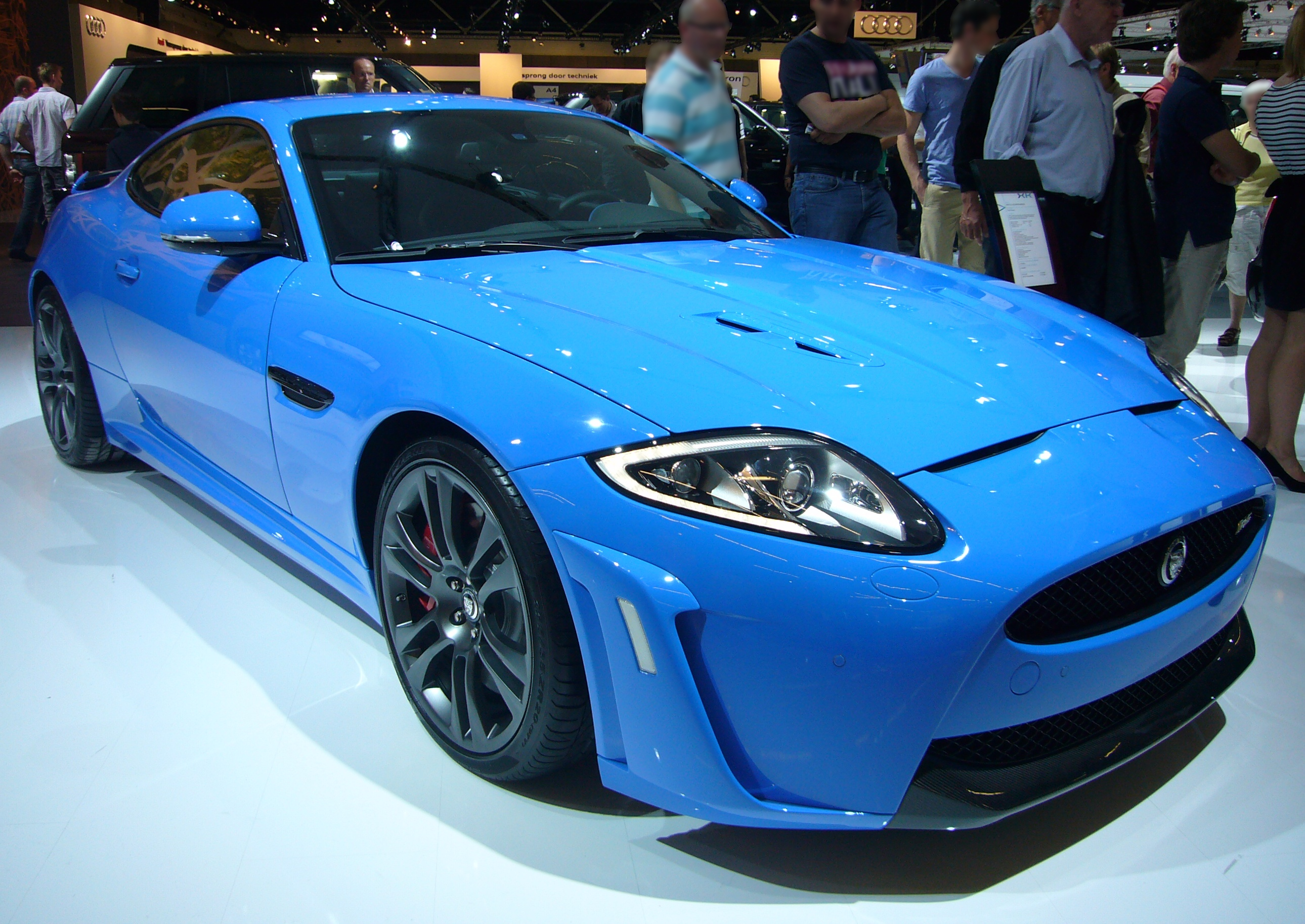
Jaguar XKR-S

- XKR-S: In 2011 werd op het Autosalon van Genève een variant van de XK X150 voorgesteld, de XKR-S. Deze kreeg een motor met een maximumvermogen van 542 pk, waardoor het tot op dat moment (2011) de snelste Jaguar ooit was die in productie ging.[1] In 2008 werd het XKR-S label al eens eerder uitgereikt aan een variant van deze wagen. De eerste wagen die dit XKR-S label kreeg. Hiervan werden er slechts 200 gemaakt.
- XKR 75th Anniversary Edition: De nieuwe XKR 75 werd in 2010 op het Goodwood Festival of Speed voorgesteld en werd gelimiteerd op 75 stuks, dit omwille van de 75e verjaardag van het merk.

## Motoren
| Type    | Motor     | Motor     | Vermogen        | Koppel | Productie    |
| Type    | Inhoud    | Cilinders | Vermogen        | Koppel | Productie    |
| ------- | --------- | --------- | --------------- | ------ | ------------ |
| XK8 4.0 | 3.996 cm³ | V8        | 284 pk (209 kW) | 393 Nm | 1996 - 2002  |
| XKR 4.0 | 3.996 cm³ | V8        | 363 pk (267 kW) | 525 Nm | 1998 - 2002  |
| XK8 4.2 | 4.196 cm³ | V8        | 300 pk (224 kW) | 420 Nm | 2002 - 2006  |
| XKR 4.2 | 4.196 cm³ | V8        | 396 pk (291 kW) | 553 Nm | 2002 - 2006  |
| XK 3.5  | 3.555 cm³ | V8        | 258 pk (190 kW) | 334 Nm | 2007 - 2009  |
| XK 4.2  | 4.196 cm³ | V8        | 300 pk (224 kw) | 420 Nm | 2006 - 2009  |
| XKR 4.2 | 4.196 cm³ | V8        | 420 pk (306 kW) | 560 Nm | 2006 - 2009  |
| XK 5.0  | 5.000 cm³ | V8        | 385 pk (283 kW) | 515 Nm | 2009 - heden |
| XKR 5.0 | 5.000 cm³ | V8        | 510 pk (375 kw) | 625 Nm | 2009 - heden |